# Сен-Мартен-д’Эр
Сен-Мартен-д’Эр (фр. Saint-Martin-d'Hères) — коммуна во Франции, находится в регионе Рона — Альпы. Департамент коммуны — Изер. Входит в состав кантона Сен-Мартен-д’Эр. Округ коммуны — Гренобль.
Код INSEE коммуны — 38421. Население коммуны на 2012 год составляло 38105 человек. Населённый пункт находится на высоте от 206  до 610 метров над уровнем моря. Муниципалитет расположен на расстоянии около 490 км юго-восточнее Парижа, 100 км юго-восточнее Лиона, 4 км юго-восточнее Гренобля. Мэр коммуны — David Queiros, мандат действует на протяжении 2014—2020 годов.
В городе находятся общежития университета Гренобля 1, университета Гренобля 2, университета Гренобля 3 (имени Стендаля), политехнического института Гренобля.
Динамика населения (INSEE):